# 憨豆打高尔夫球
《憨豆打高爾夫球》（Tee Off, Mr. Bean），是《憨豆先生》电视剧中的第十二集，制片公司Tiger Aspect Productions、泰晤士电视（为ITV中部制作）。1995年9月20日首播于ITV。

## 內容

### 第一幕
憨豆到自助洗衣店，沒意識到該價格從2英鎊提高至3英鎊，於是他從他迷你信封多抽1英鎊出來。憨豆準備投錢時，遇上一個黑帶惡霸（格蘭·馬斯特斯飾演），迫使他用另一架洗衣機。憨豆也帶了許多東西丟去洗衣機，包括一些衣物、充氣泳具、燈罩、他的泰迪熊、歡迎地毯、一對毛絨骰子、和幾件被標誌著「星期」的內褲。
其中放了五件內褲，發現少了「星期三」，意味著今天在穿著該內褲，於是在一個角落旁脫下褲子將內褲脫出來洗，不料穿錯女士（賈桂林·德弗雷里飾演）的裙子，也招來惡霸的耍弄。之後他才發掘到寫有「星期日」的內褲，本來想穿回去卻被惡霸踩著內褲，迫使他跌倒。
這時憨豆忍無可忍，購買黑咖啡並偷換原本惡霸置放在洗衣機上的洗衣劑。不久惡霸又再嘲笑他，卻沒有發現已調包而直接倒進洗衣機。在發現不對勁後質疑憨豆，憨豆只好將洗衣劑當成黑咖啡來喝才得瞞過惡霸，致使惡霸逼問洗衣店經理武術制服完全染上黑咖啡一事。
憨豆將物品放進乾衣機烘乾後，發現到他的東西多數變異（包括他泰迪變小），這時女士的衣物已經烘乾了，憨豆卻找不到，於是進入乾衣機，沒意識到他褲子才被女士抽出來，女士沒注意到憨豆已經進去乾衣機，並將衣物放進去和憨豆關起來一同烘乾。

### 第二幕
憨豆去到迷你高爾夫場，他在第一桿一桿進洞。然而他在第二桿時打得太用力，球落草地，想要用手拿球，但被該場主（大衛·巴特里飾演）禁止，於是他意外地將球打出場外，之後他越過圍欄，將球打進公共汽車，不久也打去雜貨店購物包裡。由於他遵循不能用手接球的規則，因此破壞了些物品，包括雜貨店老婦的購物（老婦之後也向警察解釋）、孩童的冰淇淋、一輛普騰賽佳，甚至還在水溝下打球，並打進垃圾車。
之後憨豆委託他人載去一個地方，上去垃圾車將球打出路旁，並在那邊等順風車，等到藍色三輪車里來恩特知更鳥，他拒絕了該車主的邀請。之後等到了另一輛女司機（瑪麗蓮·芬萊飾演）的車，他割開草地，並將球連帶著草皮一起上車回到球場。
在片尾字幕出現時天色已晚，球場準備打烊，憨豆回到球場後，將球打進第二桿，並在分數欄寫上「3,427」分後離開。

## 演員名單
- 羅溫·艾金森 飾演 憨豆先生
- 賈桂林·德弗雷里（英语：Jacqueline Defferary） 飾演 洗衣店女士
- 格蘭·馬斯特斯（英语：Grant Masters） 飾演 黑帶惡霸
- 大衛·巴特里（英语：David Battley） 飾演 迷你高爾夫球場主
- 瑪麗蓮·芬萊 飾演 女司機

## 外部連接
- 互联网电影数据库上憨豆打高尔夫球的资料（英文）